# Cheap Suit Serenaders
Die Cheap Suit Serenaders (auch R. Crumb and his Cheap Suit Serenaders) sind eine US-amerikanische „String Band“, die Songs aus den 1920er Jahren spielt. Eine ihrer Besonderheiten ist, dass sie in den 1970er Jahren, als dieses Format längst als überholt galt, einige ihrer Platten auf 78rpm-Schallplatten herausbrachten. Ihre drei Langspielplatten, die sämtlich auf dem Blue Goose Label herauskamen, waren R. Crumb and his Cheap Suit Serenaders (1974), R. Crumb and his Cheap Suit Serenaders No. 2 (1976) und R. Crumb and his Cheap Suit Serenaders No. 3 (1978). Die beiden letztgenannten sind als CDs auf Shanachie Records unter den Titeln Chasin' Rainbows (No. 2) und Singing in the Bathtub (No. 3) wiederveröffentlicht worden, alle drei außerdem im Jahre 2002 auf dem japanischen Label „Air Mail Recordings“.
Robert Crumb war der Frontmann und für die Plattenillustrationen Verantwortliche der Gruppe; er hat sich jedoch, seit er in Frankreich lebt, weitgehend aus deren Aktivitäten zurückgezogen. Die Gruppe besteht derzeit aus Bob Armstrong (Gesang, Säge, Gitarre), Al Dodge (Gesang, Mandoline), Terry Zwigoff (Säge, Cello, Strohgeige, Mandoline) und Tony Marcus (Gesang, Gitarre und Geige). Ein weiteres ehemaliges Mitglied war Bob Brozman (Gesang, diverse Resonator-Instrumente, darunter Gitarre und Ukulele).